# Chisec
Chisec, initialement appelée « Espíritu Santo », est une ville guatemaltèque du département d'Alta Verapaz, située au Nord du pays, dans la Franja Transversal del Norte (es).